# Young Shire
Young Shire var en kommun i Australien. Den låg i delstaten New South Wales, i den sydöstra delen av landet, omkring 280 kilometer väster om delstatshuvudstaden Sydney. Antalet invånare var 12 699.
Följande samhällen fanns i Young Shire:
- Young
- Maimuru
- Koorawatha
- Bribbaree
- Crowther
- Monteagle
- Murringo